# Ditrichum rufo-aureum
Ditrichum rufo-aureum är en bladmossart som beskrevs av James Hamlyn Willis 1955. Ditrichum rufo-aureum ingår i släktet grusmossor, och familjen Ditrichaceae. Inga underarter finns listade i Catalogue of Life.